# Masloveț, Liuboml
Masloveț (în ucraineană Маслове́ць) este un sat în așezarea urbană Holovne din raionul Liuboml, regiunea Volînia, Ucraina.

## Demografie
Componența lingvistică a localității Masloveț
     Ucraineană (99,82%)
     Alte limbi (0,18%)
Conform recensământului din 2001, majoritatea populației localității Masloveț era vorbitoare de ucraineană (99,82%), existând în minoritate și vorbitori de alte limbi.